# 西嶋義憲
西嶋 義憲（にしじま よしのり、1957年4月 - ）は、日本の言語学者、社会言語学者、ドイツ語学者、ポライトネス研究者。現在、金沢大学人間社会研究域経済学経営学系教授。専門はコミュニケーション行動における協調関係の研究であり、専門分野としては、テクスト言語学、社会言語学、ドイツ語学など。

## 著書
- 1980年：千葉大学人文学部人文学科独文学専攻卒業
- 1988年：広島大学文学研究科ドイツ語学ドイツ文学中退
- 1996年：金沢大学 准教授
- 1997年：ハイデルベルク大学 客員研究員
- 2001年：レーゲンスブルク大学 客員教授（DAAD招聘）
- 2002年：金沢大学教授[2]

- 『カフカ初期作品論集』（同学社、2008年）